# Kensington Market (Londra)

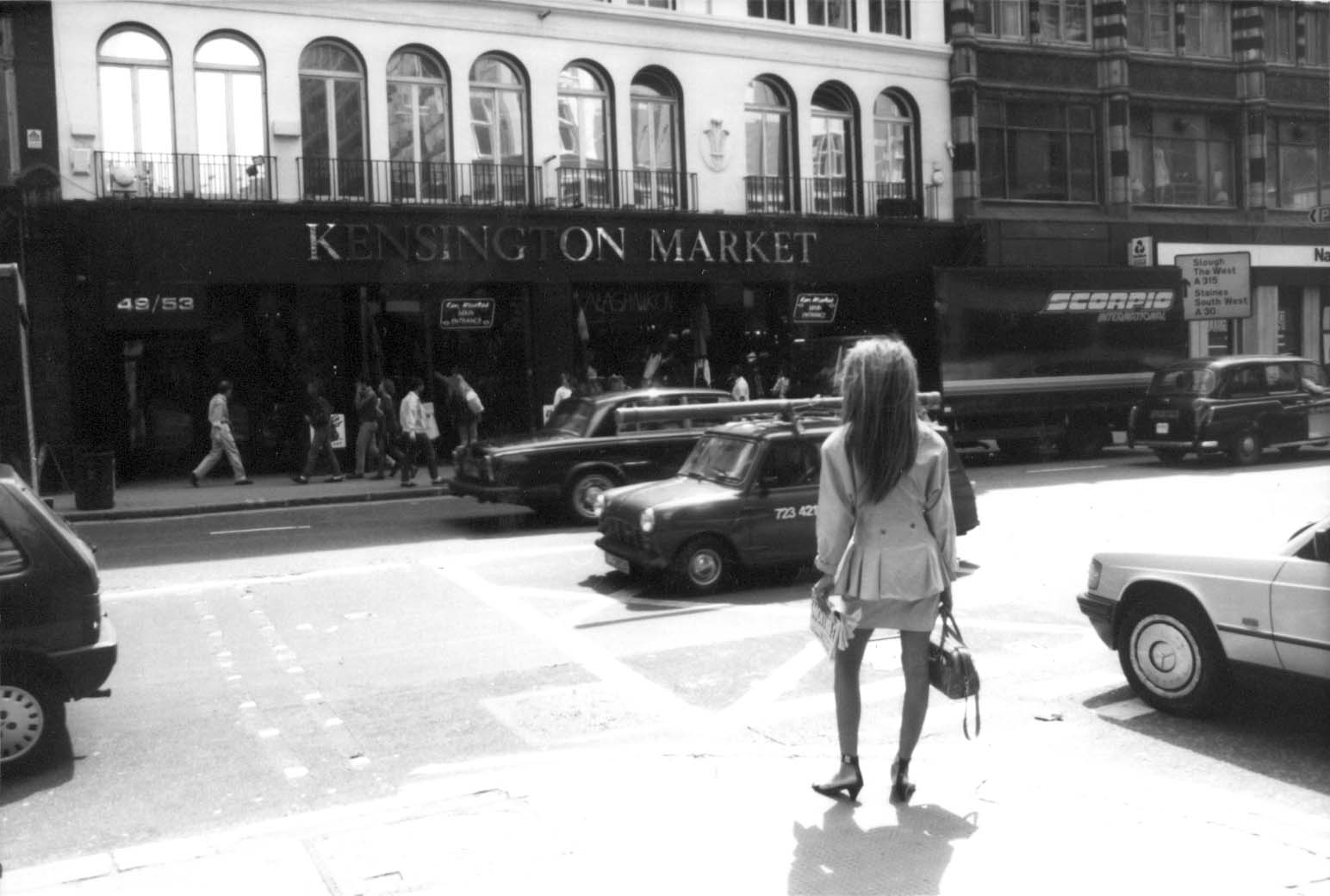
Kensington Market negli anni '80

Kensington Market è stato un mercato coperto di tre piani nella zona di Kensington a Londra, Inghilterra.

## Storia
Negli anni sessanta e settanta era un luogo molto frequentato da hippy e bohèmienne. Prima che i Queen avessero successo, Freddie Mercury e Roger Taylor avevano qui una bancarella. L'edificio è rimasto abbandonato per anni dopo la sua chiusura e venne demolito nel 2001. Un negozio PC World si trova ora nel luogo dell'ex-mercato.